# Ostap Veresai
Ostap Mikitovich Veresai (en ucraniano: Остап Микитович Вересай; Kaliúzhnitsi, gobernación de Poltava, 1803 - Sokrintsi, abril de 1890) fue un renombrado juglar y kobzar de la gobernación de Poltava que ayudó a popularizar el arte kobzar tanto dentro como fuera de Ucrania. Se destaca por influir en los enfoques académicos y populares del juglar.

## Biografía

### Primeros años
Veresai nació en 1803 en el pueblo de Kaliúzhnitsi de la gobernación de Poltava, en una familia de músicos e hijo único de una familia de siervos. Su padre, Mikita Veresai, era un violinista ciego congénito. A los 4 años, Veresai enfermó y perdió la vista. Desde pequeño, Veresai se interesó por la música y la bandura. Más adelante en su vida hizo la siguiente cita: "...cuando un kobzar llegaba a la casa de mi padre, yo me paraba cerca de él, y no sé quién estaba más emocionado. El kobzar sugería: 'Tú, Miki, dale a este niño para que aprenda, tal vez se convierta en un kobzar'".
A los 15 años, el padre de Veresai lo puso como aprendiz de kobzar en el pueblo de Berezivka, donde Veresai pasó sólo una semana. Después de pasar cuatro años en casa, Veresai volvió a intentar realizar estudios con un kobzar; él y un vecino viajaron al mercado de Romni, donde se reunían muchos kobzars. Allí, Veresai conoció al kobzar Yefim Andrishevski y se convirtió formalmente en su aprendiz. Durante varios meses, el aprendizaje fue exitoso y Veresai aprendió mucho de su mentor, pero después de varios meses, Andrishevski murió.
Después de la muerte de Andrishevski, Veresai fue aprendiz de Semen Koshovi del cercano pueblo de Holinka. Veresai pasó nueve meses como aprendiz de Koshoviy a quien consideraba estricto y explotador por lo que pasó sólo nueve meses de aprendizaje con él (en lugar de los tres años tradicionales).
Después de esto, Veresai decidió emprender una carrera musical por su cuenta. Durante un tiempo fue simplemente un simple animador en los pueblos sin ninguna esperanza de seguir una carrera, lo que cambió cuando se hizo amigo del folclorista y pintor Lev Zhemchuzhnikov.Veresai atrajo por primera vez la atención de Zhemchuzhnikov durante su año sabático en Ucrania entre 1852 y 1856. El pintor visitó la finca Galagan en Sokirintsi, donde Veresai estaba casado y vivía en ese momento. Después de su encuentro, Zhemchuzhnikov y Veresai se hicieron amigos.

### Años de apogeo
En 1871, Pavló Galagan llevó a Veresai a Kiev para la inauguración del "Pavlo Galagan Collegium" para presentar al kobzar de Sokirintsi a sus invitados (hasta ese momento, sólo había actuado en un pueblo). Es posible que en este viaje Mikola Lísenko grabara las melodías de las dumas (poemas épicos cantados) y las canciones que se convirtieron en la base de su monografía Las características de las peculiaridades musicales de las dumas ucranianas y las canciones interpretadas por el kobzar Veresai. El etnógrafo Pavló Chubinski también grabó casi todos los textos de las canciones y dumas que Veresai tenía en su repertorio.

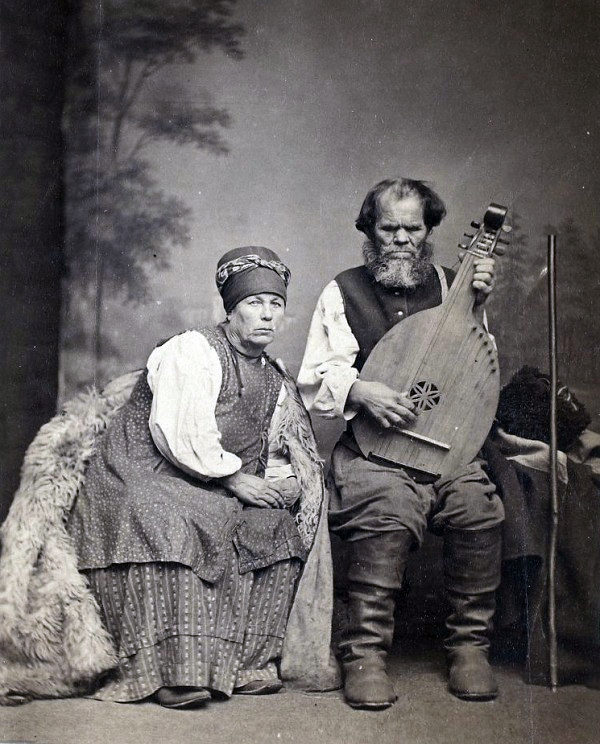
Ostap Veresai con su mujer Kulina (1873)

En 1873, los directores de la rama suroeste de la Sociedad Geográfica Imperial Rusa, presidida por Galagan, celebraron una reunión no programada de la sociedad a petición de Galagan con el objetivo de presentar Veresai a sus miembros como un ejemplo de obras poéticas ucranianas antiguas. En la reunión, a la que asistieron 28 socios y 60 invitados, se leyeron las siguientes ponencias:
- "Ostap Veresai – uno de los últimos kobzars ucranianos", por O. Rusov.
- "Características de las peculiaridades musicales de las dumas ucranianas y las canciones interpretadas por el kobzar Veresai", de Mikola Lísenko.

En esta reunión, Veresai interpretó las dumas La fuga de los tres hermanos de Oziv del cautiverio turco, Sobre Fedir el sin parientes (Fedor Bezrodny), la canción humorística Shchyhol y la melodía de baile Kozachok. Veresai recibió mucha atención y se afirmó que era el último de su especie. Después de esta reunión, Veresai actuó en otras conferencias académicas.

Veresai ganó aún más fama por su interpretación de Duma sobre Fedor Bezrodny y otras obras el 29 de agosto de 1874, en la tercera Conferencia Arqueológica Rusa, que comenzó el 14 de agosto de 1874 en Kiev. Su actuación en este evento atrajo el interés europeo en la Duma ucraniana. El evento fue cubierto por la revista londinense Atheneum, que publicó tanto un resumen de la conferencia como un artículo del folclorista y escritor William Ralston Shedden-Ralston, que comparaba a Veresai con los rapsodas de la antigua Grecia. El delegado francés de la conferencia, Alfred Rambaud, también escribió sobre la actuación de Veresai en un artículo titulado "Ucrania y sus canciones históricas":
Una maravillosa tarde de verano nos reunimos en el jardín de la Universidad para escuchar al kobzar; Estaba sentado en un taburete y los oyentes, cuyo número seguía creciendo, se sentaron a su alrededor. Una lámpara, escondida entre la vegetación, iluminaba el rostro del kobzar, cuya voz sonaba claramente como el canto de un ruiseñor... Cuando Ostap interpretaba una de sus canciones humorísticas, vale la pena observar cómo bailaba. el acompañamiento de la música, mientras toca notas difíciles en la bandura. Lo mismo puede decirse del motivo de baile, al que marcaba el compás con el pie; en esta época uno podría tomarlo como un joven kozak, observando cómo doblaba las rodillas como si realizara danzas kozak... Su vida es diferente a aquellos cuentos homéricos. El aldeano Ostap Veresai es descendiente directo de los antiguos cantantes eslavos, es el heredero legal de los bardos y otros ruiseñores del pasado...
En febrero de 1875, Veresai fue invitado a San Petersburgo por el sector etnográfico de la Sociedad Geográfica Rusa. Allí actuó en reuniones del sector etnográfico y del gremio de pintores; en el desayuno organizado en memoria de Tarás Shevchenko; y en el Palacio de Invierno ante los príncipes Sergio y Pablo Románov. Veresai fue recibido en salas llenas y con críticas positivas por parte de la prensa de San Petersburgo. El periódico Novosti escribió:
El cantante, un hombre de setenta años, es capaz de captar la simpatía de los oyentes, y su canto, que está marcado por un profundo arte y mucho sentimiento, deja una profunda impresión en los oyentes. Según los expertos, Veresai como cantante nació con un talento y a través de sus dumas daría vida a la antigua Ucrania, con numerosas reminiscencias del pasado.
El éxito popular de Veresai en San Petersburgo le permitió pagar la construcción de una casa más grande para su familia de 15 miembros en Sokirintsi. Al igual que Hnat Honcharenko, Veresai fue perseguido en Rusia por propagar el interés y la memoria histórica de Ucrania.

### Últimos años
En el otoño de 1881 y la primavera de 1882, Veresai viajó a Kiev, donde el folclorista K. Ujach-Oxorovich hizo una grabación completa de su repertorio. En comparación con el realizado por Pavló Chubinski en 1873, demostró que el kobzar, de 70 años, pudo ampliar su repertorio con tres dumas adicionales. Veresai murió en abril de 1890 a la edad de 87 años en Sokirintsi.
El 8 de julio de 1978, se colocó junto a su tumba un monumento con forma de figura de bronce del kobzar sobre una losa de granito, realizada por la escultora Inna Kolomiets.

## Obras
A principios de la década de 1880, Veresai tenía en su repertorio nueve dumas:
- Tormenta en el Mar Negro
- El reclutamiento de los Kozak.
- La fuga de los tres hermanos de Oziv
- La viuda pobre y sus tres hijos
- El halcón y la Hawklette
- Fedir el que no tiene Kin
- El lamento del cautivo, hijo de viuda
- Iván Konovchenko

## Impacto cultural y homenajes
A través de sus actuaciones, Veresai inspiró la creación del género conocido de dumka (pequeñas dumas). Después de sus actuaciones en San Petersburgo, compositores de Europa del Este como Antonín Dvořák, Piotr Chaikovski, Modest Músorgski, Leoš Janáček, Bohuslav Martinů, Mikola Lísenko, Vasil Barvinski, Mili Balákirev, Maria Zawadsky, Vladislav Zaremba y Silvia Zaremba escribieron muchas dumkas.
Las actuaciones de Veresai en San Petersburgo pueden haber influido en la creación del ucase de Ems en 1876, que prohibió el uso impreso del idioma ucraniano. El párrafo 3 prohibía específicamente la interpretación de obras vocales en idioma ucraniano en el escenario, lo que puede haber sido una respuesta directa a las conferencias y actuaciones de Lísenko y Veresai. Las representaciones teatrales de los kobzars no se volvieron a permitir hasta 1902, después de la XII Conferencia Arqueológica.
En mayo de 1959 se inauguró el museo Ostap Veresai. En 2003, con motivo del 200 cumpleaños de Ostap Veresai, el Banco Nacional de Ucrania emitió una moneda conmemorativa de dos grivnas con su imagen.En muchos asentamientos de Ucrania existen calles que llevan el nombre de Ostap Veresai.